# Jazjon
Jazjon (także Jasjon; gr. Ἰασίων Iasíōn, Ιάσιος Iásios, łac. Iasion, Iasius) – w mitologii greckiej syn Zeusa i Elektry, brat Dardanosa. Ponoć zapoczątkował misteria Wielkich Bogów na Samotrace.
Zakochał się w Demeter, więc Posejdon uwięził go w Kadmei, a na straży postawił węża Ofiona. W czasie wesela Kadmosa i Harmonii udało mu się wymknąć z celi. Udał się na wesele i zwabił boginię na pole i położył się z nią do świeżo zaoranych bruzd. Z tego związku narodzili się Korybas i Plutos (według niektórych mitów Plutos był synem Hadesa i Persefony).
Kiedy Demeter powróciła na uroczystość, Posejdon domyślił się, co zaszło, z powodu ubłoconej szaty Demeter. Uwodziciela zmienił w zająca.